# 弗米利恩縣 (印地安納州)
弗米利恩縣（英語：Vermillion County）是美国印第安纳州西部的一個縣，西鄰伊利诺伊州，面積673平方公里。根據2020年美國人口普查，共有人口16,788人。縣治紐波特（Newport）。該縣成立於1824年2月1日，其名來自弗米利恩河。